# John Verran

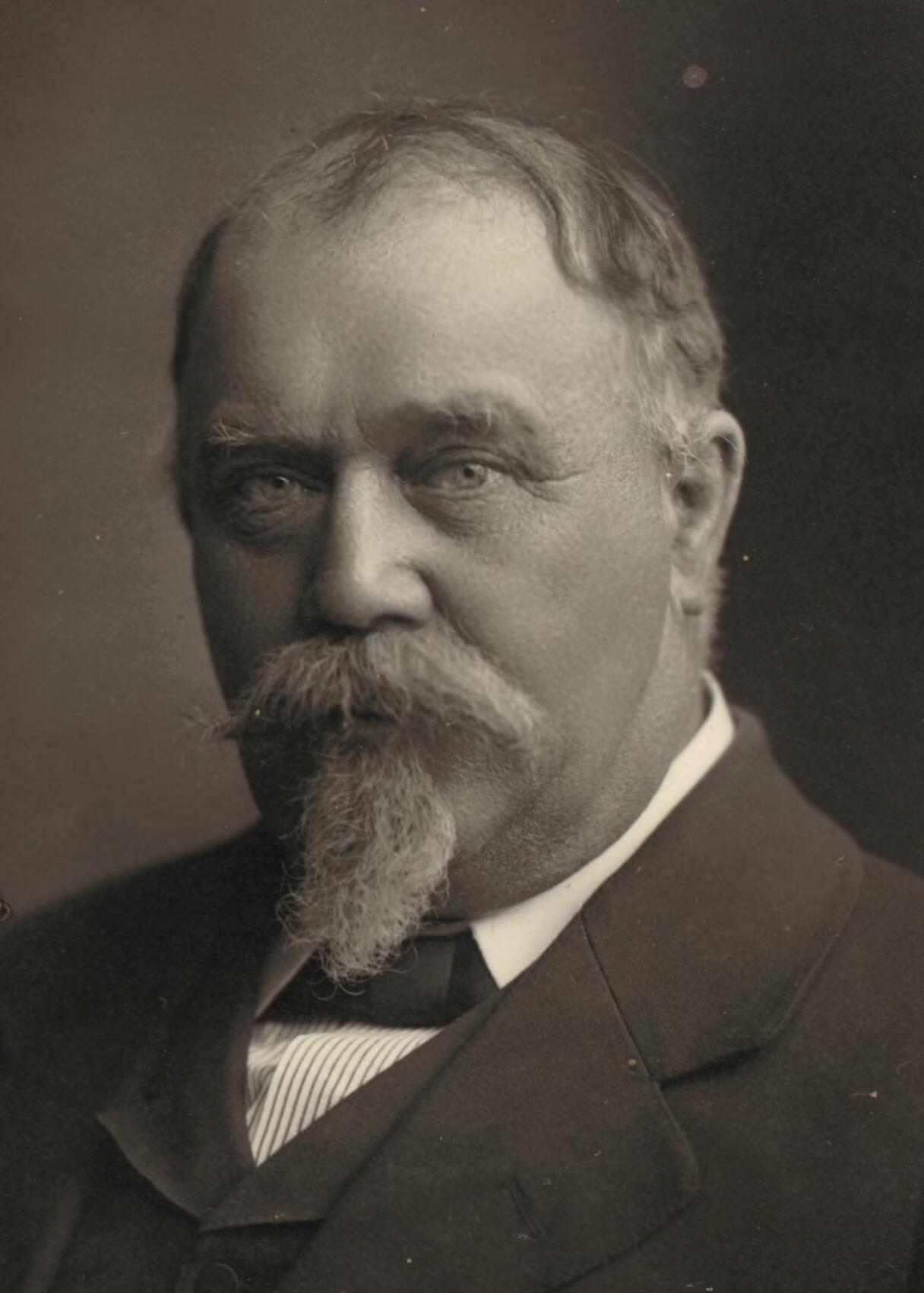
John Verran (1927)

Hon. John Verran (* 9. Juli 1856 in Gwennap, Cornwall, England; † 7. Juni 1932 in Unley Park, South Australia) war ein australischer Politiker der Australian Labor Party, der National Party, der Liberal Union sowie zuletzt der Nationalist Party of Australia, der unter anderem von 1901 bis 1918 Mitglied des South Australian House of Assembly sowie zwischen 1910 und 1912 Premierminister von South Australia war. Er war zudem von 1927 bis 1928 Mitglied des Bundessenats.

## Leben

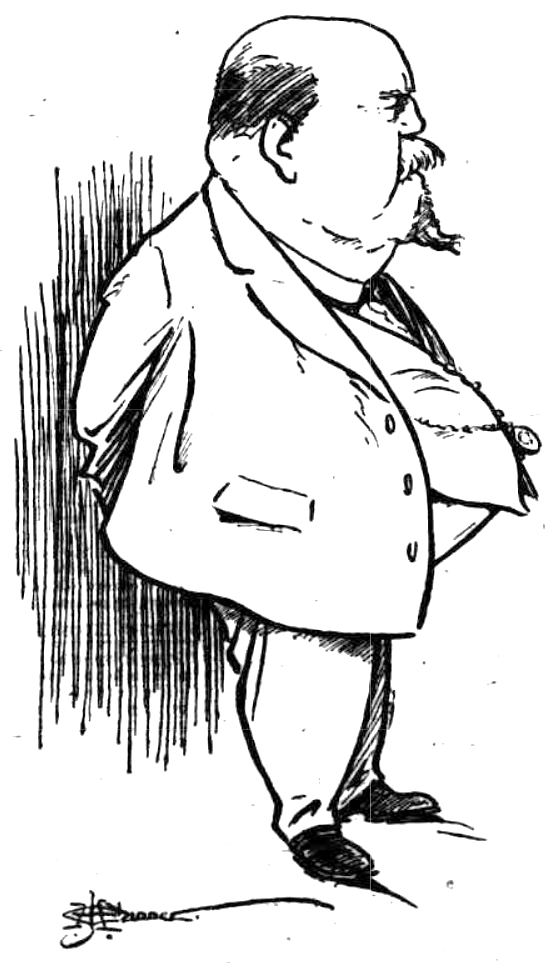
John Verran (Karikatur von John Henry Chinner, „Adelaide Saturday Journal“, um 1925).

John Verran, Sohn eines Bergmanns aus Cornwall, kam als Kleinkind nach Südaustralien und wuchs in Kapunda und später in Moonta auf. Er arbeitete in den 1870er und 1880er Jahren in den Kupferminen von Moonta und entwickelte dort eine starke Affinität zur Gewerkschaftsbewegung. Mitte der 1890er Jahre begann er seine politische Laufbahn und war zwischen 1895 und 1913 Vorsitzender der Vereinigten Bergarbeitergewerkschaft Amalgamated Miners Association. Er wurde nach dem Mandatsverzicht von Henry Allerdale Grainger am 30. Mai 1901 bei der dadurch notwendigen Nachwahl im Mehrpersonen-Wahlkreis Wallaroo am 22. Juni 1901 als Mitglied der Australian Labour Party (ALP) erstmals zum Mitglied der South Australian House of Assembly gewählt, des Unterhauses des Parlaments von South Australia. Nach dem Tode von Premier Thomas „Tom“ Price am 31. Mai 1909 und dem anschließenden Zusammenbruch der bisherigen Koalition wurde Verran dessen Nachfolger als Vorsitzender der Labor Party und übernahm zugleich die Funktion als Oppositionsführer in der Legislativversammlung.
Bei der Wahl am 2. April 1909 konnte die Labor Party mit Verran als Spitzenkandidaten aufgrund des Wahlsystems mit 197.935 Stimmen (49,1 Prozent) zwei Mandate hinzugewinnen und verfügte mit 22 der 42 Sitze in der Legislativversammlung über eine Mehrheit#Absolute Mehrheit, während die Liberal Union des bisherigen Premiers Archibald Peake mit 199.915 Wählerstimmen (49,59 Prozent) 20 Abgeordnete stellte. Daraufhin bildete Verran am 3. Juni 1910 als Premierminister von South Australia, die erste ausschließlich aus Labor-Politikern bestehende Regierung dieses Bundesstaates und übernahm in diesem vom 3. Juni 1910 bis zum 17. Februar 1912 auch das Amt als Minister für öffentliche Arbeiten (Commissioner of Public Works). Zu den von seiner Regierung eingeführten Maßnahmen gehörten der Advances for Homes Act, der ärmeren Menschen die Aufnahme von Wohnungsbaudarlehen ermöglichte, und die Aufhebung des Verbots für Frauen, Anwältinnen zu werden. Zu seiner großen Enttäuschung wurde das Gesetzgebungsprogramm seiner Regierung jedoch ständig von einem konservativen South Australian Legislative Council, dem Oberhaus des Parlaments dieses Bundesstaates behindert, und nach Monaten des Stillstands hatte der Premierminister das Gefühl, keine andere Wahl zu haben, als Neuwahlen auszurufen. Nach einem kurzen, aber heftigen Wahlkampf Anfang 1912 verlor die Labor Party bei der Wahl am 10. Februar 1912 mit 253.163 Stimmen (46,77 Prozent) sechs ihrer 22 Sitze und stellte somit nur noch 16 der 40 Mitglieder im House of Assembly, während die Liberal Union unter Archibald Peake mit 278.277 Wählerstimmen (51,41 Prozent) vier Mandate hinzugewann und nunmehr 24 Abgeordnete stellte. Daraufhin bildete Peake am 17. Februar 1912 seine zweite Regierung.
Peake blieb zunächst weiterhin Vorsitzender der Labor Party und wurde wiederum Oppositionsführer. Er tritt von diesen Funktionen jedoch am 26. Juli 1913 zurück und wurde von Crawford Vaughan abgelöst. Er war zwischen 1913 und 1916 noch Mitglied der Königlichen Kommission für Angelegenheiten der Aborigines (Royal Commission on the Aborigines) sowie des Weiteren vom 3. April 1915 bis zum 5. August 1918 Mitglied des Ständigen Parlamentsausschusses für Eisenbahnen. Aufgrund seiner abweichenden Meinung zur Wehrpflichtfrage trat er aus der Labor Party aus und wurde am 28. Juni 1917 Mitglied der National Party. Für diese kandidierte er bei der Wahl am 6. April 1918 wieder in seinem bisherigen Mehrpersonen-Wahlkreis Wallaroo, verlor jedoch gegen den nunmehrigen Kandidaten der Labor Party John Pedler. Er kandidierte als Parteiloser bei den Wahlen am 9. April 1921 sowie für die Liberal Union bei den Wahlen am 5. April 1924 jeweils erfolglos für eine Wiederwahl zum Mitglied der Legislativversammlung von South Australia.
Bei der Parlamentswahl in Australien am 16. Dezember 1922 bewarb sich Verran für die Nationalist Party of Australia ohne Erfolg für ein Mandat im Bundessenat sowie bei der Parlamentswahl am 14. November 1925 im Wahlkreis Hindmarsh erfolglos für einen Sitz im Australischen Repräsentantenhaus, wobei er hier dem Wahlkreisinhaber der Labor Party, Norman Makin, unterlag.
Am 30. August 1927 wurde John Verran für die Nationalist Party of Australia gemäß Artikel 15 der Verfassung von Australien als Nachfolger des am 4. Dezember 1925 verstorbenen Charles McHugh zum Mitglied des Bundessenats ernannt, des Oberhauses des Australischen Parlaments. Er gehörte diesem als Vertreter von South Australia jedoch nur bis zu seiner Niederlage bei der Parlamentswahl am 17. November 1928 an und wurde daraufhin von John Daly abgelöst.
Aus seiner 1880 geschlossenen Ehe mit der 1914 verstorbenen Catherine Trembath gingen acht Kinder hervor, darunter der Sohn John Stanley Verran, der von 1918 bis 1924 sowie erneut zwischen 1925 und 1927 für die Australian Labor Party ebenfalls Mitglied der South Australian House of Assembly war.

## Hintergrundliteratur
- R. J. Miller: The Fall of the Verran Government, 1911–12, B.A. Thesis, University of Adelaide, 1965
- D. J. Murphy (Hrsg.): Labor in Politics, Brisbane, 1975